# Xã Cleveland, Quận Whitley, Indiana
Xã Cleveland (tiếng Anh: Cleveland Township) là một xã thuộc quận Whitley, tiểu bang Indiana, Hoa Kỳ. Năm 2010, dân số của xã này là 3.398 người.